# Cinq universaux
En logique, les cinq universaux sont les cinq prédicables qui, d'après Porphyre de Tyr, constituent les différentes manières, pour un prédicat, de convenir à un sujet et dont la distinction est la condition d'une bonne définition.
Les cinq universaux sont : selon l'extension, le genre (genos) et l'espèce (eidos) ; et, selon la compréhension, la différence (diaphora), le propre (idion) et l'accident (sumbebekos). Une bonne définition fait intervenir trois des cinq universaux : le genre, l'espèce et la différence. Elle se fait par le genre prochain et la différence spécifique.
Ils dérivent probablement des quatre universaux d'Aristote, ou plutôt des quatre sortes de propositions qu'il distingue dans les Topiques (I, 4): genre, espèce, propre et accident.
Les cinq universaux sont aussi dits les prédicables ou les quinque voces ou les modi praedicandi dans la philosophie scolastique, notamment chez Saint Thomas d'Aquin dans son ouvrage De ente et essentia ; l'étant et l'essence composé entre 1252 et 1256.

## L'exemple de la définition du carré
Prenons l'exemple du carré.
Le propre ou l'essence du carré est d'être à la fois un losange et un rectangle, c'est-à-dire de vérifier tant les propriétés du losange que celles du rectangle.
La bonne définition du carré doit être explicative de son essence, c'est-à-dire énoncer la qualité qu'il est nécessaire d'ajouter à un losange pour que les propriétés d'un rectangle puisse lui être attribuées ou celle qu'il est nécessaire d'ajouter à un rectangle pour que les propriétés d'un losange puissent lui être attribuées.
Le carré ne peut être défini ni comme un losange rectangle ni comme un rectangle losange. De telles définitions ne sont pas explicatives car la proposition « un losange est un rectangle » ou « un rectangle est un losange » n'est vraie que si le losange ou le rectangle est un carré.
Deux définitions explicatives du carré sont envisageables : la première, qui définit le carré comme « le losange dont deux côtés consécutifs sont perpendiculaires » ; la seconde, qui définit le carré comme « le rectangle dont deux côtés consécutifs sont de même longueur ».
Reprenons la définition qui définit le carré comme « le losange dont deux côtés consécutifs sont perpendiculaires ».
Dans cette définition, le défini est carré ; et le définissant, losange dont deux côtés consécutifs sont perpendiculaires.
Le défini et le définissant sont équivalents : tout losange dont deux côtés consécutifs sont perpendiculaires est un carré et, inversement.
Dans cette définition, carré est l'espèce ; losange, le genre ; et dont deux côtés consécutifs sont perpendiculaires, la différence.
Le carré est l'espèce et le losange le genre parce que, du carré et du losange, ce dernier est celui qui a la plus grande extension : alors que tout carré est un losange, tout losange n'est pas un carré. Le carré est bien une espèce du même genre que le losange car le carré vérifie la définition du losange (parallélogramme ayant deux côtés consécutifs de même longueur).
Ayant un angle droit est la différence spécifique : elle divise le genre losange en deux espèces, le carré (losange ayant un angle droit) et le losange proprement dit (losange n'ayant pas d'angle droit). Rectangle ne peut être utilisé comme différence spécifique car rectangle ne divise pas le genre losange en deux espèces qui seraient le carré (losange rectangle) et le losange proprement dit (losange non rectangle) : losange rectangle est contradictoire car un losange est, par définition, un parallélogramme ayant deux côtés consécutifs de même longueur alors qu'un rectangle, qui est, comme le losange, un parallélogramme, peut, contrairement au losange, avoir deux côtés consécutifs de longueur différente.
Le propre d'un carré est de vérifier à la fois les propriétés d'un losange et celles d'un rectangle.
Ayant quatre angles droits n'est pas le propre du carré ni celui du rectangle car si un des angles d'un parallélogramme est droit, alors ses trois autres angles le sont aussi.

## Universaux et indéfinissables: l'être et l'individu
Selon cette approche, l'être et l'individu sont indéfinissables.
L'être est indéfinissable parce qu'il ne peut être l'espèce d'un genre dans l'extension duquel il serait compris : l'être est.
L'individu est indéfinissable parce qu'il ne peut être le prédicat d'un autre. L'individu ne peut être que décrit.